# Praydidae
Praydidae zijn een familie van vlinders in de superfamilie Yponomeutoidea. De familie telt 47 soorten, verdeeld over 3 geslachten.

## Geslachten en soorten
- Atemelia
  - Atemelia compressella Herrich-Schäffer, 1855
  - Atemelia contrariella Zeller, 1877
  - Atemelia iridesma Meyrick, 1930
  - Atemelia mahonivora Sohn & Peralta, 2014
  - Atemelia torquatella Lienig, 1846
- Distagmos
  - Distagmos ledereri (Herrich-Schaffer, 1854)
- Prays Hübner, 1825
  - Prays acmonias Meyrick, 1914
  - Prays alpha Moriuti, 1977
  - Prays amblystola Turner, 1923
  - Prays autocasis Meyrick, 1907
  - Prays beta Moriuti, 1977
  - Prays caenobitella Hübner, 1816
  - Prays calycias Meyrick, 1907
  - Prays chrysophyllae Silvestri, 1915
  - Prays cingulata H.L. Yu & H.H. Li, 2004
  - Prays citri (Milliére, 1873)
    - = Prays nephelomima Meyrick, 1907

  - Prays curalis Meyrick, 1914
  - Prays curulis Meyrick, 1914
  - Prays delta Moriuti, 1977
  - Prays ducalis Meyrick
  - Prays endocarpa Meyrick, 1919
  - Prays endolemma Diakonoff, 1967
  - Prays epsilon Moriuti, 1977
  - Prays erebitis Meyrick
  - Prays fraxinella (Bjerkander, 1784)
  - Prays friesei Klimesch, 1992
  - Prays fulvocanella Walsingham, 1907
  - Prays gamma Moriuti, 1977
  - Prays ignota J.F.G.Clarke, 1986
  - Prays inconspicua H.L. Yu & H.H. Li, 2004
  - Prays inscripta Meyrick, 1907
  - Prays iota Moriuti, 1977
  - Prays kappa Moriuti, 1977
  - Prays kalligraphos J.C. Sohn & C.S. Wu, 2011
  - Prays lambda Moriuti, 1977
  - Prays liophaea Meyrick, 1927
  - Prays lobata H.L. Yu & H.H. Li, 2004
  - Prays moschettinella Costa
  - Prays nephelomima Meyrick, 1907
  - Prays oleae (Bernard, 1788)
    - = Prays adspersella Herrich-Schäffer, 1855
    - = Prays moschettinella Costa
    - = Prays oleella Fabricius, 1793
    - = Prays oliviella Boyer, 1837

  - Prays oliviella Boyer, 1837
  - Prays omicron Moriuti, 1977
  - Prays parilis Turner, 1923
  - Prays peperitis Meyrick, 1907
  - Prays peregrina Agassiz, 2007
  - Prays ruficeps (Heinemann, 1854)
  - Prays sparsipunctella Turati, 1924
  - Prays stratella Zeller, 1877
  - Prays sublevatella Viette, 1957 
  - Prays temulenta Meyrick, 1910
  - Prays tineiformis J.C. Sohn & C.S. Wu, 2011
  - Prays tyrastis Meyrick, 1907
  - Prays xeroloxa Meyrick, 1935